# Аленде, Диего
Диего Аленде Лопес (галис. и исп. Diego Alende López, 25 августа 1997, Сантьяго-де-Компостела) — испанский футболист, центральный защитник команды «Сельта B».

## Клубная карьера
Диего Аленде, родившийся в Сантьяго-де-Компостеле, столице Галисии, начинал свою карьеру футболиста в клубе «Сельта», подписав с ним пятилетний контракт 11 августа 2015 года. 20 сентября того же года он дебютировал за вторую команду клуба в рамках Сегунды B, в домашнем матче против «Арандины».
5 декабря 2015 года Диего Аленде дебютировал в Ла Лиге, выйдя на замену в начале второго тайма гостевого поединка против «Бетиса». Также он играл в двух матчах «Сельты» в рамках Кубка Испании 2015/16.